# Глуховка (Новокузнецький район)
Глу́ховка (рос. Глуховка) — присілок у складі Новокузнецького району Кемеровської області, Росія. Входить до складу Загорського сільського поселення.

## Населення
Населення — 8 осіб (2010; 15 у 2002).
Національний склад (станом на 2002 рік):
- росіяни — 100 %